# Инвестиционное товарищество
Инвестиционное товарищество — организационно-правовая форма, позволяющая объединить финансовые и организационные усилия нескольких участников для инвестиций в рисковые проекты или проекты, требующие существенных капиталовложений. Это разновидность простого товарищества, представляющая собой российский аналог ограниченного партнерства (англ. limited partnership), используемого в законодательствах других стран.

## Законодательное регулирование
Создание и деятельность инвестиционных товариществ регламентируется Федеральным законом № 335-ФЗ «Об инвестиционном товариществе»(принят 28 ноября 2011 года, вступил в силу 1 января 2012 года) и Налоговым кодексом. Инвестиционное товарищество — это разновидность договора простого товарищества, которое регулируется главой 55 Гражданского кодекса РФ. Фактически является аналогом ограниченного партнерства (англ. Limited Liability Partnership) — конструкции, которая используется в законодательствах других стран.
Цель закона — «создание правовых условий для привлечения инвестиций в экономику Российской Федерации и реализации инвестиционных проектов».

## Причины появления
Задачей разработчиков проекта закона было устранение недостатков в российском законодательстве, связанных с отсутствием организационно-правовых форм для инвестирования в рисковые проекты.

## Основные характеристики

### Договор
- Двое или несколько товарищей соединяют свои вклады и осуществляют совместную инвестиционную деятельность без образования юридического лица для извлечения прибыли.

### Участники
- Участниками инвестиционного товарищества могут быть национальные и иностранные юридические лица. Со 2 августа 2014 года физические лица, в том числе в статусе индивидуальных предпринимателей не могут быть участниками инвестиционного товарищества.
- Число товарищей не должно быть больше пятидесяти.
- Согласно закону участники товарищества могут иметь три статуса: товарищей-вкладчиков, управляющих и уполномоченных управляющих. Управляющие товарищи, кроме внесения вклада, ведут общие дела от имени товарищества. Управляющих товарищей может быть несколько. Обязанности по учету доходов и расходов товарищества, открытию банковского счета и ведению налогового учета исполняет один из управляющих товарищей — уполномоченный товарищ, который имеет право получать вознаграждение за эту работу.
- Вести дела инвестиционного товарищества может также созданный товарищами инвестиционный комитет.

### Права
Товарищи имеют право:
- Получать часть прибыли от участия в договоре инвестиционного товарищества.
- Знакомиться со всей документацией по ведению общих дел товарищества.
- Получить свою долю в общем имуществе по истечении срока действия договора или по достижении установленной им цели. Порядок получения долей устанавливается договором.
- Участвовать в принятии решений, касающихся общих дел товарищества.

### Обязанности
- Каждый из товарищей обязан внести свой вклад в общее дело. Согласно общему правилу вкладом могут быть только денежные средства. Управляющие товарищи могут в качестве вклада вносить иное имущество, имеющие денежную оценку права, профессиональные знания, навыки, умения и деловую репутацию.

### Ответственность
- Простые товарищи. Ответственность по общим договорным обязательствам (контрагенты — субъекты предпринимательской деятельности) ограничена размером их вкладов в общее имущество.
- Управляющие товарищи. Кроме упомянутого выше, солидарно несут субсидиарную ответственность по обязательствам всем своим имуществом, если общего имущества инвестиционного товарищества недостаточно для удовлетворения требований кредиторов.
- По общим обязательствам, которые возникли не из договоров или из договоров, контрагенты по которым не являются субъектами предпринимательской деятельности, все участники товарищества отвечают солидарно всем своим имуществом.

### Распределение прибыли
- Прибыль между участниками товарищества распределяется по общему правилу пропорционально их вкладам.

### Особенности налогового учета
- Налоговый учет доходов товарищества ведет уполномоченный товарищ. Он же является налоговым агентом в отношении доходов, выплачиваемых товарищам-иностранным лицам.
- Не облагаются НДС:
  - работа управляющего товарища по ведению общих дел;
  - внесение вкладов;
  - передача денежных средств участнику договора инвестиционного товарищества при выводе его доли из общего имущества или разделе общего имущества.

В целом инвестиционное товарищество как правовая конструкция позволяет иностранным компаниям снизить риски при инвестировании.